# Tỏ mạ mằng
Tỏ mạ mằng là trò chơi của dân tộc Thái ở Nghệ An , nhằm rèn luyện sự tinh mắt, khả năng phán đoán chính xác và sự khéo léo của chân và tay.
Để chơi trò chơi này cần từ 4 đến 6 người chơi. Dụng cụ chơi là hai quả mạ mằng (một lại hạt trong rừng). Một quả đặc ruột dùng để ném. Quả kia khoét rỗng ruột (để khi bị ném trúng sẽ tạo nên âm thanh) làm đích...

## Cách chơi
Chia người chơi thành hai đội có số người bằng nhau. Mỗi đội có một người chơi chính và 1-2 người chơi phụ.
Kẻ một vạch ngang làm điểm xuất phát, đặt quả mạ mằng rỗng ruột cách vạch xuất phát khoảng 2-3m làm đích. Người chơi dùng quả mạ mằng đặc ruột ném hoặc hất sao cho chạm vào quả mạ mằng đặt ở điểm đích. Nếu người chơi chính ném trượt sẽ chuyển cho người chơi phụ chơi. Nếu cả đội ném trượt sẽ chuyển lượt chơi sang cho đội còn lại.
Có 12 tư thế khác nhau, các đội phải lần lượt chơi ở các tư thế này. Đội thằng là đội chơi xong trước cả 12 tư thế.
1. Cả địt: Để quả mạ mằng xuống đất. Ngồi xổm ở vạch xuất phát, dùng lực của hai ngón tay cái hất quả mạ mằng về phía trước một đoạn sau đó di chuyển người tới vị trí quả mạ mằng đó và tiếp tục dùng ngón tay cái hất quả mạ mằng sao cho chạm vào quả mạ mằng đặt ở đích.
2. Cả nặng: ngồi xổm, đặt quả mạ mằng lên một bên đầu gối, dùng lực của hai ngón tay cái hất quả mạ mằng về phía trước một đoạn sau đó di chuyển người tới vị trí quả mạ mằng đó và tiếp tục dùng ngón tay cái hất quả mạ mằng sao cho chạm vào quả mạ mằng đặt ở đích.
3. Ca sơng: đứng co một chân vuông góc với mặt đất, đặt quả mạ mằng lên một bên đầu gối, dùng lực của hai ngón tay cái hất quả mạ mằng về phía trước một đoạn sau đó di chuyển người tới vị trí quả mạ mằng đó và tiếp tục dùng ngón tay cái hất quả mạ mằng sao cho chạm vào quả mạ mằng đặt ở đích.
4. Sùm bút: đặt quả mạ mằng xuống đất, dùng mũi bàn chân hất quả mạ mằng về phía trước, sau đó di chuyển người tới vị trí quả mạ mằng đó và tiếp tục dùng chân hất quả mạ mằng sao cho chạm vào quả mạ mằng đặt ở đích.
5. Ẻm thìn
6. Ca nay
7. Tòn én
8. Sụt sịt
9. Tền phan
10. Cả dảng
11. Nhắng bén
12. Ki hua

Hu nằng ma (gọi vía đối phương về): Một người trong đội thắng cuộc kẹp quả mạ mằng vào giữa hai ngón chân, nhảy lò cò đến chỗ quả mạ mằng đặt ở đích, dùng chân vừa khua vừa đọc trêu đội đối phương:
Hu ma, hu vắn ma. Vắn pơ xúa mưa hươn, mưa dào nơ. Nha tốc mưa tà, nhá lả mưa văng đáy.
(ơ vía của người thua cuộc
Vía của người thua hãy về nhà về cửa nhé
Đừng có rơi ở bến, đừng có chạy ra sông)
Kết thúc, đội thua phải cõng đội thắng 1-2 vòng.